# Raiffeisenbank Kematen-Neuhofen
Die Raiffeisenbank Kematen-Neuhofen eGen ist eine österreichische Regionalbank mit Sitz in Neuhofen an der Krems. Die Bank unterhält 2 Standorte und beschäftigt rund 17 Mitarbeiter.

## Wirtschaftliche Daten

### Standorte
Die 2 Bankstellen der Raiffeisenbank Kematen-Neuhofen befinden sich in den Gemeinden Neuhofen an der Krems und in Kematen an der Krems. Beide Standorte sind im politischen Bezirk Linz-Land und im Gerichtsbezirk Traun gelegen.

### Bilanzdaten
Der zum 31. Dezember 2021 veröffentlichte Jahresabschluss der Raiffeisenbank Kematen-Neuhofen zeigt eine Bilanzsumme von EUR 167 Millionen und ein EGT von EUR 1,24 Millionen. Die Bilanz weist rund 1800 Mitglieder (Mitinhaber) als Genossenschaftseigentümer aus. Die Anzahl der Mitarbeiter per 2021 wurde mit 17 angegeben.

## Geschichte
Der Genossenschaftsvertrag der Vorschusskasse Kematen an der Krems wurde am 28. Oktober 1918, damals noch unter der Rechtsordnung der österreichisch-ungarischen Monarchie, unterfertigt. Ein paar Tage später, mit 12. November 1918, wurde in Österreich die Republik ausgerufen. Im Jahr 1925 erfolgte die Währungsumstellung von Kronen auf Schilling. Im Jahr 1968 konnte das 50. Bestandsjubiläum der Raiffeisenkasse begangen werden. In den 1980er Jahren kam es zur Modernisierung der EDV und zur Umstellung auf ON-Line. In den 1990er Jahren wurde der Firmenname von Raiffeisenkasse auf Raiffeisenbank geändert. Im Jahr 2014 änderte sich der Firmenwortlaut von Raiffeisenbank Kematen regGenmbH auf Raiffeisenbank Kematen-Neuhofen eGen. Ebenfalls 2014 wurde auch die Bankzentrale von Kematen nach Neuhofen verlegt. Beim Bankgebäude in Neuhofen (Steyrer Straße) erfolgten dazu entsprechende Umbau- und Modernisierungsarbeiten. Im Jahr 2018 feierte die Bank das 100. Gründungsjubiläum. Der Standort in Kematen (Linzer Straße) ist ab 2019 als „Projekt Marktherz 27“ neu gebaut worden.

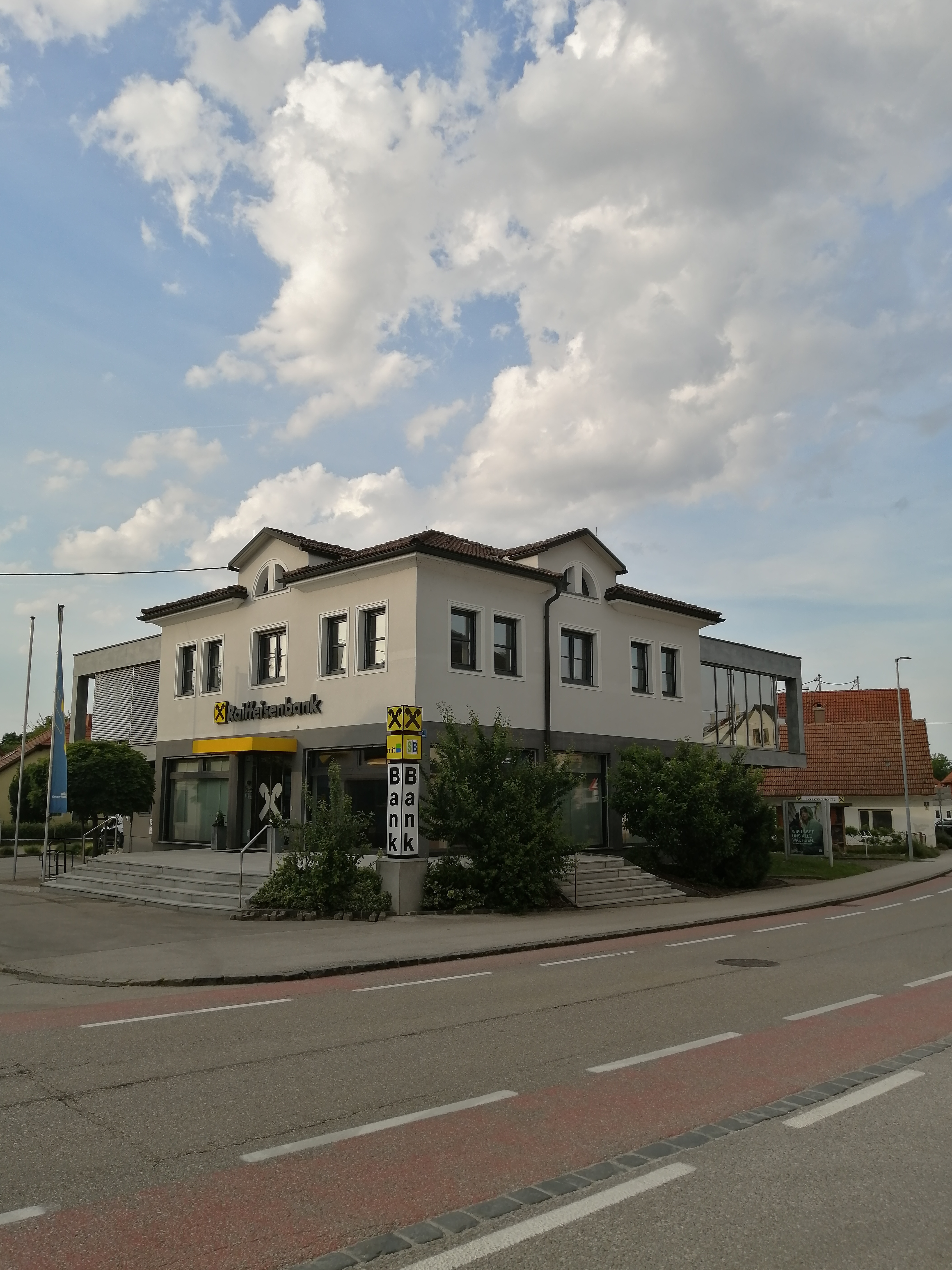
Raiffeisenbank Neuhofen a.d. Krems
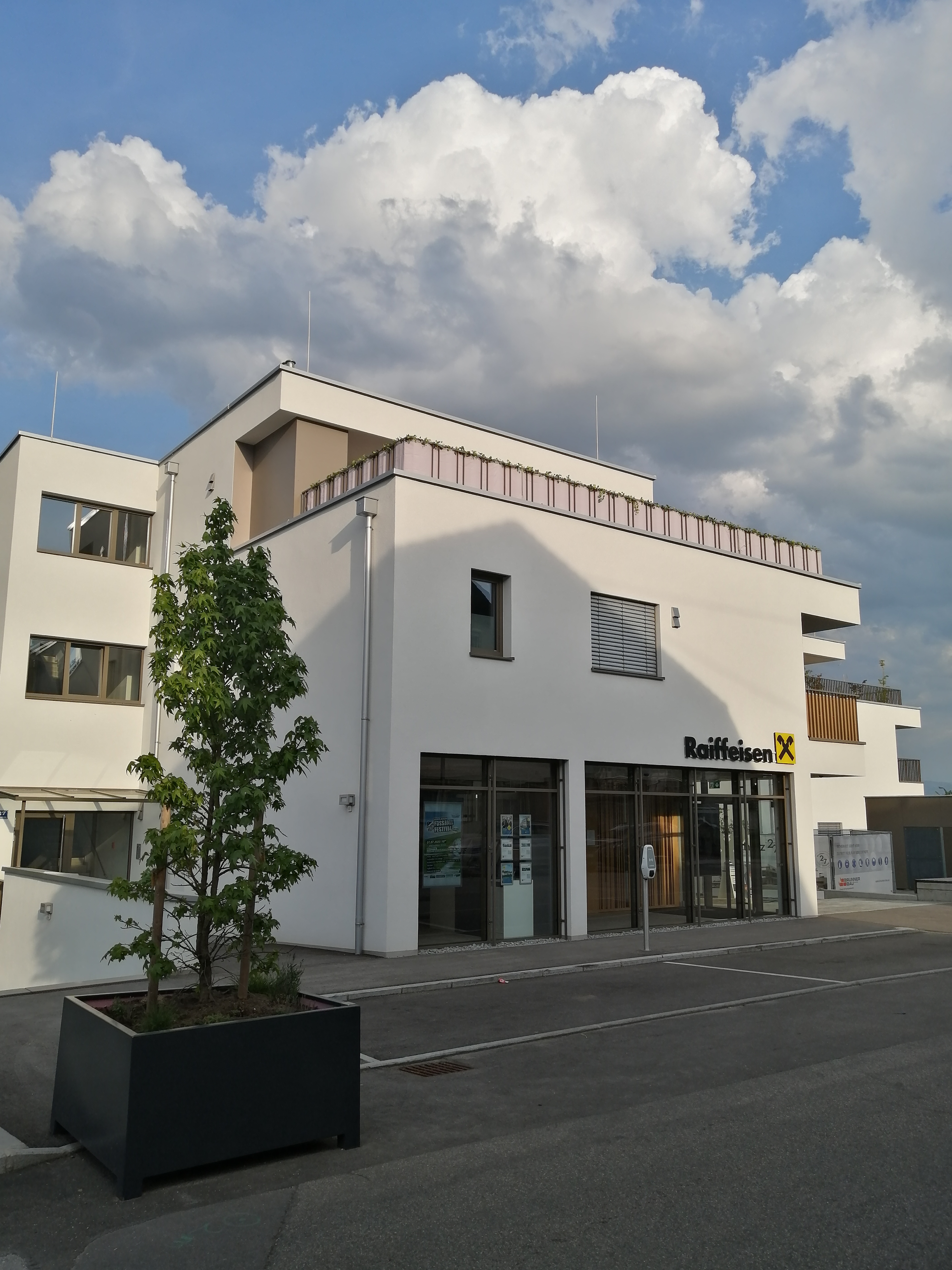
Bankstelle Kematen a.d. Krems

## Marktherz 27 in Kematen
Unter der Bezeichnung Marktherz 27 wurde in Kematen an der Krems die frühere Bankzentrale im Jahr 2019 abgerissen und die Liegenschaft neu entwickelt. Die Eröffnungsfeier des Neubaus mitten im Ortszentrum erfolgte im Juni 2022 mit mehr als 1000 Gästen. Im neuen Gebäude in der Linzer Straße 27 befinden sich: die Bank-Filiale der Raiffeisenbank Kematen-Neuhofen, eine Billa-Filiale und 15 Wohnungen.

## Raiffeisengenossenschaft
Die Raiffeisenbank Kematen-Neuhofen ist in Form einer Genossenschaftsbank organisiert. Als Genossenschaftsbank gehört sie den Mitinhabern, welche Geschäftsanteile gezeichnet haben. Die rund 70 oberösterreichischen Raiffeisenbanken sind gemeinsame Eigentümer der Raiffeisenlandesbank Oberösterreich, die Landesbanken wiederum sind Mehrheitseigentümer der Raiffeisen Bank International. Der Grundgedanke des Raiffeisen-Genossenschaftssystems geht auf Friedrich Wilhelm Raiffeisen zurück. Rechtliche Grundlagen sind das österreichische Bankwesengesetz (BWG), das Genossenschaftsgesetz, das Genossenschaftsrevisionsgesetz und die (von der Generalversammlung beschlossenen) Statuten.
Die gesetzlich vorgeschriebene Revision erfolgt bei der Genossenschaftsbank durch den Raiffeisenverband Oberösterreich eGen. Organe der Raiffeisenbank Kematen-Neuhofen sind der aus den 2 Geschäftsleitern bestehende hauptberufliche Vorstand, der Aufsichtsrat und die genossenschaftliche Generalversammlung.